# Jean de Poitiers-Valentinois (noble)
 (février 2011).
Si vous disposez d'ouvrages ou d'articles de référence ou si vous connaissez des sites web de qualité traitant du thème abordé ici, merci de compléter l'article en donnant les références utiles à sa vérifiabilité et en les liant à la section « Notes et références ».
Pour les articles homonymes, voir Jean de Poitiers.
Jean de Poitiers, dit par commodité de Poitiers-Valentinois, né vers 1475 et mort en 1539 à Loches, est un noble français, vicomte d’Estoile et seigneur de Saint-Vallier (actuel département de la Drôme), principalement connu comme père de Diane de Poitiers (1499-1566), favorite du roi Henri II. Il est issu de la famille de Poitiers-Valentinois.
Compromis dans la trahison du connétable de Bourbon, il est condamné à mort, puis gracié, mais termine ses jours prisonnier à Loches.

## Biographie

### Origines
Jean est le fils d'Aymar de Poitiers-Valentinois (?-1510), fils du gouverneur Charles de Poitiers-Valentinois, et de Jeanne de la Tour d’Auvergne.

### Procès et condamnation
En 1524, il est impliqué comme complice dans la trahison du duc de Bourbon, connétable de France passé au service de Charles Quint en 1523, au cours de la sixième guerre d'Italie.
Condamné à mort, c’est seulement sur l’échafaud[réf. nécessaire] qu’il apprend qu'il a été gracié par François Ier, en reconnaissance des services de son gendre, Louis de Brézé, époux de Diane.
Il finit ses jours enfermé dans le château de Loches en Touraine.

## Famille
En 1489, à l'âge de quatorze ans, il épouse Jeanne de Batarnay (vers 1480-1516), fille d'Imbert de Batarnay), qui lui donne deux fils et trois filles : 
- Anne (après 1490-1546) qui épouse Antoine de Clermont en Trièves[3] ;
- Diane (1499 ou 1500-1566) ;
- Françoise (1512-1541) qui épouse Antoine III de Clermont (cousin d'Antoine de Clermont).

En 1516, il épouse en secondes noces Françoise (?-1517), fille de Jean de Chabannes de Vandenesse, frère aîné du maréchal de La Palisse.
En 1532, il épouse Françoise, fille d'Armand XV de Polignac.